# Asplenium exiguum
Asplenium exiguum är en svartbräkenväxtart. Asplenium exiguum ingår i släktet Asplenium och familjen Aspleniaceae.

## Underarter
Arten delas in i följande underarter:
- A. e. exiguum
- A. e. glenniei
- A. e. lushanense
- A. e. yunnanense